# Diestrammena nicolai
Diestrammena nicolai är en insektsart som beskrevs av Andrej Vasiljevitj Gorochov 2002. Diestrammena nicolai ingår i släktet Diestrammena och familjen grottvårtbitare. Inga underarter finns listade i Catalogue of Life.